# Зельонка-Стара
Зельонка-Стара (пол. Zielonka Stara) — село в Польщі, у гміні Зволень Зволенського повіту Мазовецького воєводства.
Населення — 277 осіб (2011).
У 1975-1998 роках село належало до Радомського воєводства.

## Демографія
Демографічна структура станом на 31 березня 2011 року:
|          | Загалом | Допрацездатний вік | Працездатний вік | Постпрацездатний вік |
| -------- | ------- | ------------------ | ---------------- | -------------------- |
| Чоловіки | 127     | 27                 | 79               | 21                   |
| Жінки    | 150     | 30                 | 88               | 32                   |
| Разом    | 277     | 57                 | 167              | 53                   |